# Лазарев-Парголовский Василий Владимирович
Лазарев-Парголовский, Василий Владимирович (род. 13 марта 1965, Южноуральск) — Педагог Высшей категории, педагогический стаж - 29 лет (2025), исследователь и популяризатор настольных игр,  историк настольного хоккея. Чемпион Европы WTHA по настольному хоккею (2010, Синиша, Словакия). Один из основателей: первой в России детской школы настольного хоккея «Маска».

## Биография
Родился 13 марта 1965 года , Южноуральск в семье военного летчика , обслуживавшего отряд космонавтов . В 1984 году окончил Ленинградский Физико- Механический Техникум им. Зверева по специальности оптик. С 1996 года начинает свою журналистскую деятельность в таких спортивных изданиях как: " Спортивная газета " , «Петербург спортивный и туристский» , а также как зам. гл. редактора молодежной газеты «Красное и Белое» ( 1996 - 2001 ). В 2012м году окончил Институт Специальной Педагогики и Психологии , где защитил диплом на тему "История настольного хоккея , как вида спорта ". В 2012 году поступает в Русскую Христианскую Гуманитарную Академию на Факультет Философии , Богословия и Религиоведения и начинает публиковать свои книги при поддержке СМИ "Философия и Цирк" (Свидетельство ЭЛ № ФС 77- 51405). В 2014 году выпустился в магистратуре , в 2020 завершил обучение в аспирантуре РХГА.

## Деятельность
Настольным хоккеем начал интересоваться в 1972м году, после просмотра Суперсерии- 72 СССР - Канада. Состоит в совете первой в СССР общественной организации ставившей своей задачей развитие настольного хоккея. Один из основателей ФНХ Ленинграда, первая регистрация - 8 августа 1989. В 2002м году, в Стокгольме, познакомился с Гораном Агдуром (Швеция), автором "Библии настольного хоккея" (1988), под воздействием его идей и мировоззрения Дэвида Парлетта (Великобритания), высказанного в книге "Оксфордская история настольных игр" (1999), заинтересовался эволюцией настольных игр и их местом среди других видов спорта. Итогом стало написание нескольких работ: «Занимательная история настольного хоккея» и «Энциклопедия настольного хоккея».В.Л-П. один из пяти первых авторов книг в мире о настольном хоккее ( также Агдур , Хасил , Черный и Хартел ).
Представитель в России Всемирной Ассоциации Настольного Хоккея (WTHA) , с 2005 года.
Занимается краеведением северных окрестностей Петербурга. Развивая идеи основателей российского фэнтези : Михаила Чулкова ( 1743 - 1792 ) , Василия Левшина ( 1746 - 1826 ) , Михаила Попова ( 1742 - 1790 ), именовавших поселения на островах Невы - Венетой , опубликовал в газетах 46 новелл ( 1996 - 2001 ) , где назвал Парголово островом Парголовская Атлантида . Продолжил исследования легенд и мифов Ингерманландии в магистерской диссертации " Занимательное Евразийство " ( 2014 ) и в аспирантуре. Далее Елена Александрова в своих книгах " Остров Рус в Литориновом море " ( 2002 ) и " Северные окресности Петербурга " ( 2008 ) обосновала существование острова в данных местах с научной точки зрения и дала иму имя Рус.

## Достижения
Чемпион Европы WTHA по настольному хоккею (2010, Синиша, Словакая). Стаж тренерской деятельности более 20 лет, подготовил многих участников Чемпионатов мира и Европы ITHF и WTHA. Спортивный тренер 5-ти кратной Чемпионки Европы WTHA Кристины Казацкой, четырёхкратной чемпионки мира ITHF по настольному хоккею Алексии Белавиной, чемпиона мира ITHF– Андрея Воскобойникова.
18 сентября 2020 , В.Лазарев-Парголовский занял 3 место ,в номинации вовлечение молодежи в спорт СПб , Всероссийского Конкурса на лучшего работника сферы государственной молодежной политики Минспорттуризма России.
27 августа 2021,В.Лазарев-Парголовский награжден благодарственным письмом администрации района за добросовестный труд и значительный вклад в развитие физкультуры и спорта в Выборгском районе СПб  ( и.о. главы администрации В.М. Полунин ).
2023, Благодарность администрации Выборгского района СПб В.Лазареву-Парголовскому за участие в районном фестивале учреждений дополнительного образования и молодежной политики " Выборгская сторона детства ". В год 305-ти летия Выборгской стороны ( Зам. главы администрации Н.Е. Никишина )
2024 , Благодарственное письмо В.Лазареву-Парголовскому за высокий профессионализм , добросовестное отношение к исполнению служебных обязанностей и в связи с празднованием Дня молодежи от Администрации Выборгского района СПб ( Глава администрации Выборгского района СПб В.М.Полунин )

## Участие в организации турниров по настольному хоккею
Чемпионат Северо-Запада (с 2001)
Кубок Северо-Запада (с 2001)
BTH Россия Оупен WTHA (c 2005)
AIR Россия Оупен WTHA (c 2006)
- Россия Оупен 2007
- Россия Оупен 2008
- Россия Оупен 2009
- Россия Оупен 2010

## Участие в чемпионатах мира и Европы WTHA
2004 - Чемпионат мира, Острава ( Чехия ) участие в подготовке сборной
2005 - Чемпионат Европы, Мариенберг ( Германия ) участие в подготовке сборной
2006 - Чемпионат Европы, Чыжовица ( Польша ) личный и командный разряды
2007 - Чемпионат Европы, Барселона ( Испания ) личный и командный разряды
2008 - Чемпионат мира, Мост ( Чехия ) участие в подготовке сборной
2009 - Чемпионат Европы, Водзислав ( Польша ) личный и командный разряды
2010 - Чемпионат Европы, Синиша ( Словакия ) личный и командный разряды
2011 - Чемпионат Европы, СПб ( Россия ) личный и командный разряды
2012 - Чемпионат мира, Водзислав ( Польша ) личный и командный разряды
2014 - Чемпионат Европы, Краков ( Польша ) личный и командный разряды
2016 - Чемпионат мира, Мост ( Чехия ) личный и командный разряды
2018 - Чемпионат Европы, Синиша ( Словакия ) участие в подготовке сборной
2020 - Чемпионат мира, Брно ( Чехия ) Турнир отменен в связи с пандемией коронавируса.

## Цитаты
«Настольные игры нельзя отнести не к зимним, не к летним видам спорта. Они представляют из себя отдельное царство игр. Египетский Тот выиграл для них 5 дней играя в сенет, по 180 дней осталось для зимних и летних видов спорта».
«Философская загадка. Можно ли считать игру с предметом двух котят на столе  настольным хоккеем? Это апория, Ахиллес никогда не догонит черепаху. Поэтому не спешите с ответом. Частное ещё не отделилось от целого, многие настольные игры похожи друг на друга. Игры на мелкую моторику Человека имеют многотысячелетнюю предысторию. К.Э. Фабри предложил рассматривать игру как развивающую деятельность, охватывающую большинство функциональных сфер. Игра — это совокупность специфически преадультных проявлений общего процесса развития поведения в онтогенезе животных, это — адультное поведение в процессе его становления. Исследования по мелкой моторике показывают, что игры человека уже многие тысячелетия служат для развития мозга и мелкой моторики передних конечностей. У каждого человека в мозгу есть собственная проекция, именуемая Гомункулус Пенфилда. Проекция меняется под воздействием сигналов, которые поступают из точки в головном мозге, которую в 1948м году открыл физиолог Николай Бернштейн. Эта точка координирует информацию, поступающую в мозг от пяти органов чувств, и непосредственно связана с мелкой моторикой».

Лазарев-Парголовский В.Занимательная история настольного хоккея .СПб,ФиЦ ,2012 .ISBN 978-5-600-00063-6

## Публикации

### Научно-популярная библиография
Лазарев-Парголовский В. Занимательная история настольного хоккея. СПб, ФиЦ, 2012. ISBN 978-5-600-00063-6
Лазарев-Парголовский В. Циркософия.Спб, ФиЦ, 2012. ISBN 978-5-600-00015-5
Лазарев-Парголовский В. Приколы Парголовских Дураков .Спб , ФиЦ, 2012 . ISBN 978-5-600-00043-8
Лазарев-Парголовский В. Футурология Евразийства. Спб, ФиЦ, 2013. ISBN 978-5-600-00084-1
Лазарев-Парголовский В. Символизм Европы и Евразии. Спб, ФиЦ, 2013. ISBN 978-5-600-00085-8
Лазарев-Парголовский В. Занимательное Евразийство. Спб, ФиЦ, 2013. ISBN 978-5-600-00086-5
Лазарев-Парголовский В. Спортивное Евразийство. Спб, ФиЦ, 2013 . ISBN 978-5-600-00087-2
Лазарев-Парголовский В. НаФиРе: Наука, философия и религия. Спб, ФиЦ, 2014. ISBN 978-5-600-00616-4
Лазарев-Парголовский В. Космизм +: Парадокс Ферми. Спб, ФиЦ, 2014. ISBN 978-5-600-00619-5
Лазарев-Парголовский В. Эгейская Атлантида. Эгеида. Спб, ФиЦ, 2015. ISBN 978-5-9906872-1-9
Лазарев-Парголовский В. Энциклопедия настольного хоккея. Спб, ФиЦ, 2015. ISBN 978-5-9906872-4-0
Лазарев-Парголовский В. Дактилософия. Спб, ФиЦ, 2017 . ISBN 978-5-9906872-7-1
Лазарев-Парголовский В. Магия настольного хоккея. Спб, РИП СПБ, 2021 . ISBN 978-5-6045054-1-0
Лазарев-Парголовский В. Пулковский Нулевой. Спб, РИП СПБ, 2022 . ISBN 978-5-6045054-2-7
Лазарев-Парголовский В. Настольные игры. Настольный хоккей 2023. Спб, РИП СПБ, 2023 . ISBN 978-5-6045054-3-4
Лазарев-Парголовский В. COSMOZZINFO ®Антарктида Лазарева . Спб , РИП СПБ, 2024. ISBN 978-5-6045054-4-1